# Велетенська мускусна черепаха чіапаська
Велетенська мускусна черепаха чіапаська (Staurotypus salvinii) — вид черепах з роду Велетенська мускусна черепаха родини Мулові черепахи. Інша назви «черепаха Селвіна» (на честь англійського натураліста Осберта Селвіна) та «мала хрестогруда черепаха».

## Опис
Загальна довжина карапаксу досягає 21—25 см. Спостерігається статевий диморфізм: самиці більші за самців. Голова велика, широка. Ніс витягнутий. Карапакс куполоподібний, овальний, з 3 чітко вираженими кілями. Пластрон невеликий, формою нагадує хрест.
Колір голови сірувато—коричневого або темно—коричневий з нечітким візерунком з жовтих або помаранчевих плям. Кінчик носа рожевий. Забарвлення карапаксу коливається від світло- до темно-коричневого кольору, у кожного щитка темна облямівка. Пластрон жовтий. Кінцівки та хвіст сіро-коричневі або зелено-коричневі.

## Спосіб життя
Полюбляє повільні поточні водойми з м'яким ґрунтом й рясною рослинністю. Активна вночі.
Ця черепаха досить агресивна. Здатна завдавати дуже глибокі укуси. Не терпить сусідства з іншими черепахами. Харчується рибою, земноводними, ракоподібними, безхребетними.
Досягає статевої зрілості у віці 5—7 років. Період парування припадає на середину травня. Спарювання відбувається у воді. Самиця часто не риє нору, а відкладає яйця на поверхню ґрунту на суходолі. У кладці 7—12 яйця. Інкубаційний період триває від 80 до 230 діб. За сезон буває від 1 до 3 кладок.
Ця черепаха живе в неволі 20—25 років.

## Розповсюдження
Мешкає від Оахаки і Чіапас (Мексика) на південь через Гватемалу до Сальвадору. Зустрічається також у Белізі.